# Laugharne Castle
Laugharne Castle (walesiska: Castell Talacharn) är ett slott i Storbritannien.   Det ligger i kommunen Carmarthenshire och riksdelen Wales, i den södra delen av landet, 300 km väster om huvudstaden London. Laugharne Castle ligger 7 meter över havet.
Terrängen runt Laugharne Castle är platt. Havet är nära Laugharne Castle åt sydost.  Närmaste större samhälle är Carmarthen, 14,4 km nordost om Laugharne Castle. Trakten runt Laugharne Castle består i huvudsak av gräsmarker.